# حبيل العقيمة (يهر)

تعديل مصدري - تعديل

حبيل العقيمة هي إحدى قرى عزلة يهر بمديرية يهر التابعة لمحافظة لحج، بلغ تعداد سكانها 189 نسمة حسب تعداد اليمن لعام 2004.